# Iglesia de la Asunción (Albacete)
La iglesia de Nuestra Señora de la Asunción, más conocida como iglesia de la Asunción, es un templo religioso de culto católico situado en la ciudad española de Albacete.

## Historia
La iglesia de la Asunción fue creada el 19 de septiembre de 1951 por decreto del obispo de la diócesis de Albacete, Arturo Tabera Araoz, ante el aumento de población que propició la creación de nuevas iglesias. Tuvo su primera sede en la iglesia de la Maternidad, hoy Centro Cultural La Asunción, edificada en el siglo XV, hasta que en 1970 se trasladó al templo que ocupa actualmente, en la calle San Sebastián.

## El templo
Las obras de la iglesia de la Asunción, diseñada por los arquitectos Antonio Escario y Arturo Mongrell, comenzaron en octubre de 1966. El 24 de mayo de 1970 el obispo Ireneo García Alonso consagró e inauguró el templo, que tuvo un presupuesto de 7 835 021 pesetas. La iglesia, de estilo moderno, cuenta con capacidad para 500 personas sentadas.

## Características
La iglesia está situada en el castizo barrio Feria de la capital albaceteña. Forma parte del arciprestazgo número tres de la ciudad, perteneciente a la diócesis de Albacete. En los bloques cerrados del piso superior están las aulas de Catequesis pasando por unas escaleras a través de la torre.